# San José del Paso
San José del Paso är en ort i Mexiko.   Den ligger i kommunen San Pablo Villa de Mitla och delstaten Oaxaca, i den sydöstra delen av landet, 400 km sydost om huvudstaden Mexico City. San José del Paso ligger 1 887 meter över havet och antalet invånare är 207.
Terrängen runt San José del Paso är kuperad åt nordväst, men åt sydost är den bergig. Runt San José del Paso är det ganska tätbefolkat, med 54 invånare per kvadratkilometer. Närmaste större samhälle är San Pablo Villa de Mitla, 5,7 km väster om San José del Paso. I omgivningarna runt San José del Paso växer huvudsakligen savannskog.